# Katherine Neville
Katherine Neville (Saint Louis, Missouri, Estats Units, 4 d'abril de 1945) és una escriptora estatunidenca de best-sellers, coneguda mundialment per la seva novel·la El vuit.

## Biografia
Katherine Neville va néixer a Missouri el 1945 i durant anys va treballar com a vicepresidenta del Bank of America. Després va treballar com a assessora tècnica d'instal·lacions informàtiques tant per a governs com empreses privades com IBM i Deutsche Bundesbank. Va treballar a més en l'àmbit dels transports i en el d'energia, a més de ser fotògrafa comercial, model i pintora. A partir dels vuitanta va esdevenir una de les novel·listes més llegides del món gràcies a la seva novel·la El vuit (1988), èxit que va tornar a tenir amb El cercle màgic (1998).

## Obra
- 1988: El vuit
- 1992: Risc calculat
- 1998: El cercle màgic
- 2008: Foc